# 小行星15276
小行星15276（15276 Diebel）是一颗绕太阳运转的小行星，为主小行星带小行星。该小行星于1991年4月14日发现。

## 轨道参数
小行星15276的轨道半长轴为2.7781159 UA，离心率为0.174。